# Sławczyn
Sławczyn (prononciation : [ˈswaft͡ʂɨn]) est un village polonais de la gmina de Gniewoszów dans le powiat de Kozienice de la voïvodie de Mazovie dans le centre-est de la Pologne.
Il se situe à environ 118 kilomètres au sud-est de Kozienice (siège du powiat) et à 96 kilomètres au sud-est de Varsovie (capitale de la Pologne).
Le village possède approximativement une population de 169 habitants en 2006.

## Histoire
De 1975 à 1998, le village appartenait administrativement à la voïvodie de Radom.